# توي تونغا

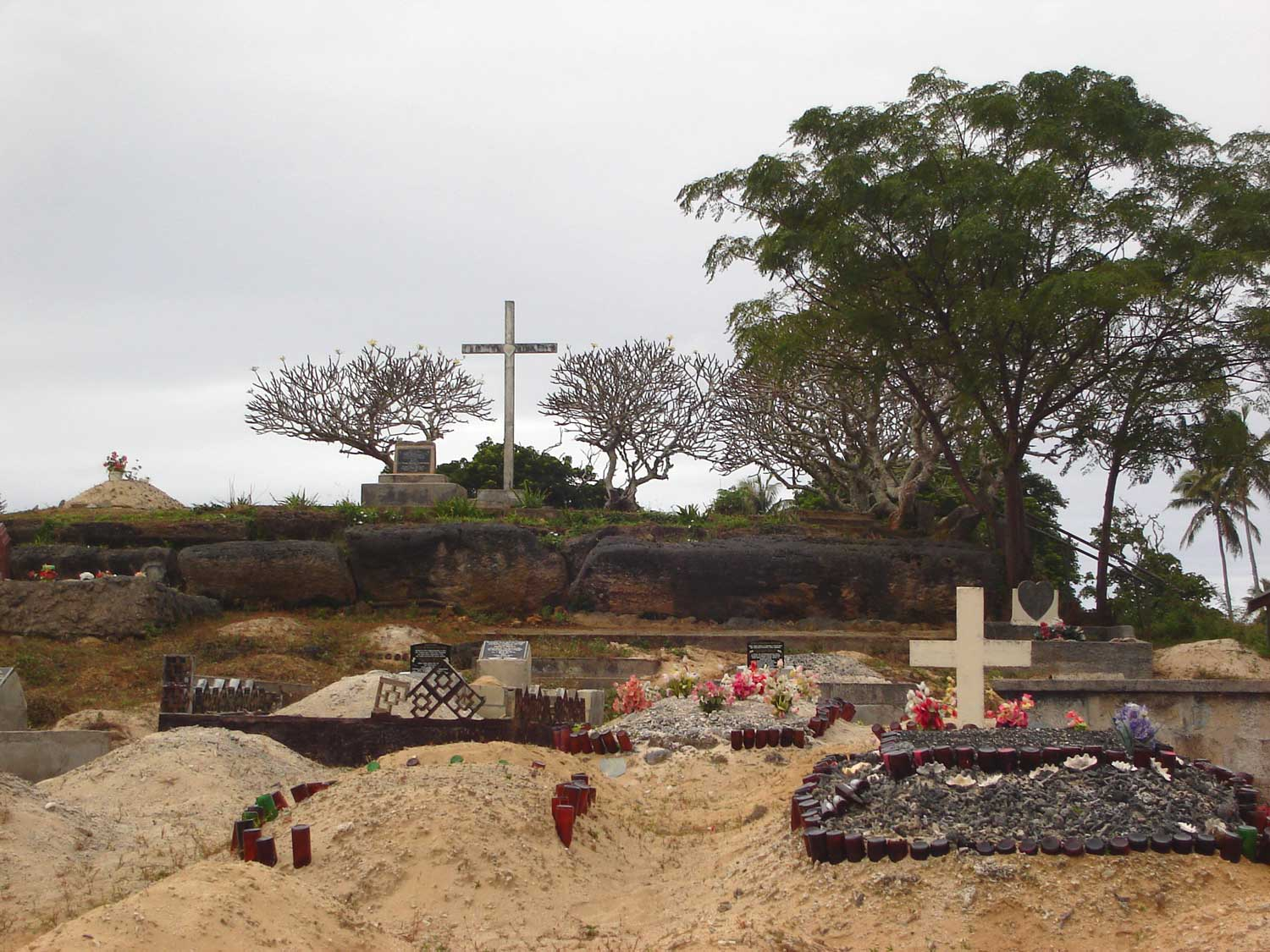

توي تونغا هو لقب لسلالة ملوك تونغا، التي تأسست في القرن العاشر من قبل أهوأيتو .تم التنازل عن سلطة توي تونغا لتوي هاطاكالوا في القرن الخامس عشر، وألغي اللقب رسميا في 1865
على الرغم من أن التاريخ القديم لتونغا يقوم على الأساطير فإن وثائق الحكام التونغيين ترجع إلى القرن العاشر الميلادي. استعمل الحكام الأوائل اللقب المتوارث توي تونغا. وفي عام 1470م، قام التوي تونغا الحاكم بمنح سلطات لأحد القواد، و بمرور الزمن أصبح التوي تونغا مجرد رئيس رمزي. وفي عام 1865م بعد وفاة آخر توي تونغا استحوذ القائد المعين على سلطة الحكم.
زار تونغا اثنان من الملاحين الهولنديين وهما: فيليم كورنيلز شوتين وجاكوب لي مير، وهما يعدان من أوائل الأوروبيين الذين زاروا تونغا، وقد رسيا ببعض الجزر الشمالية عام 1616م. وفي عام 1643م زار القبطان البحري الهولندي آبل تاسمان تونجاتابو وجزرًا جنوبية أخرى.

## تاريخ
نال أهالي تونغا في القرن الثاني عشر بقيادة زعيمهم توي تونغا صيتاً ذائعاً عبر وسط المحيط الهادئ من نييوي وساموا وفيجي الشرقية وروتوما ووالس وفوتونا وكاليدونيا الجديدة إلى تيكوبيا مما دفع بعض المؤرخين إلى الحديث عن إمبراطورية تونجا. في القرن الخامس عشر ومرة أخرى في القرن السابع عشر اندلعت حرب أهلية في الجزر. وصل الأوروبيون للجزر في تلك الحالة ابتداء من عام 1616 مع المستكشفين الهولنديين فيليم شوتين وياكوب لو مير (الذي سمى الجزيرة الشمالية نيواتوبوتابو) وفي 1643 وصل أبل تاسمان (والذي زار تونجاتابو وهاباي). لاحقاً وصل جيمس كوك (البحرية البريطانية) في 1773 و1774 و1777 وأليساندرو مالاسبينا (البحرية الإسبانية) في 1793 ومبشرو لندن الأوائل في 1797 والقس الميثودي الويسلي والتر لاوري في 1822.

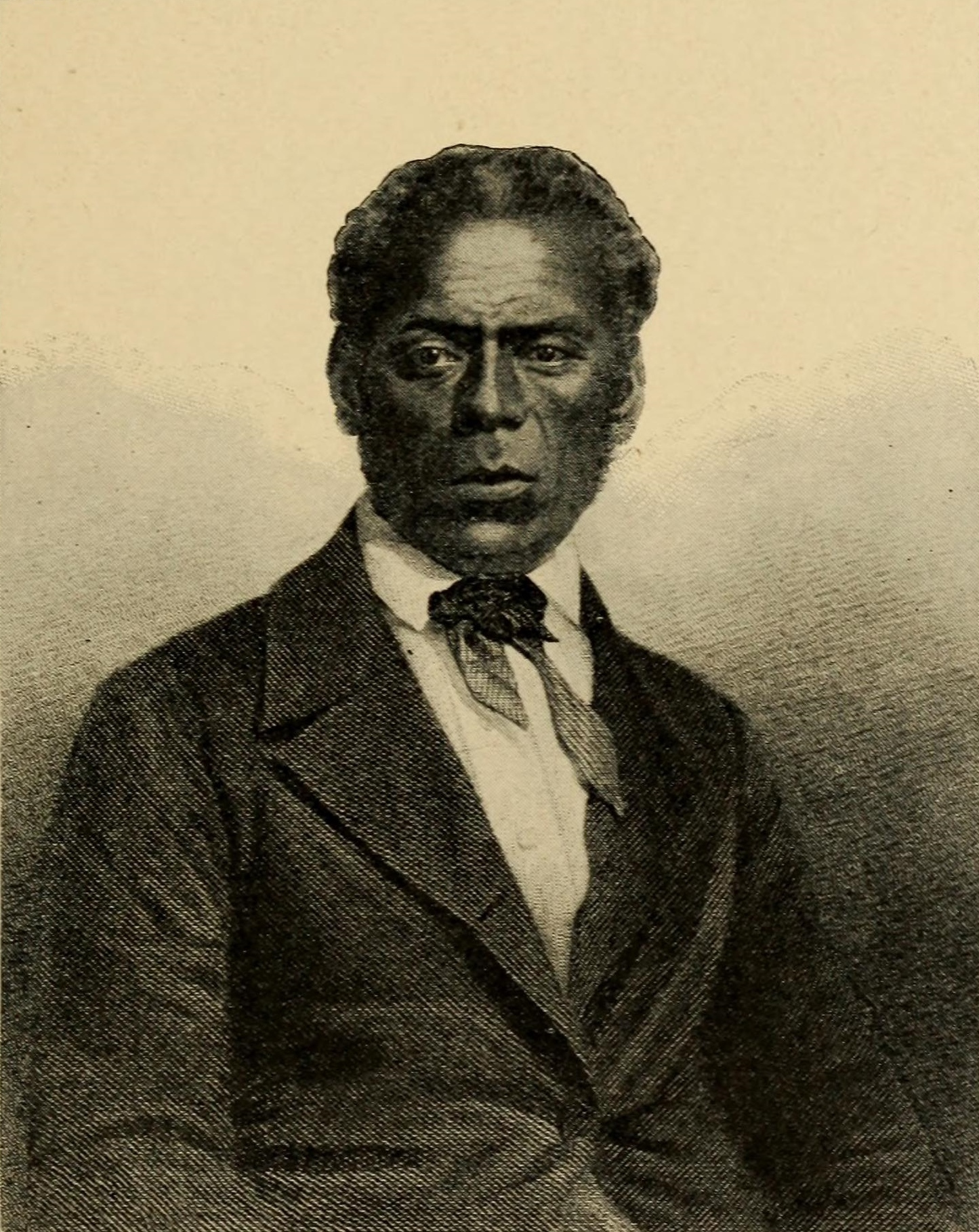
تاوفاهاو ملك تونغا (1845–1893).

في عام 1845 قام الشاب المحارب الاستراتيجي والخطيب تاوفاهاو بتوحيد تونغا في مملكة واحدة. حمل لقب توي كانوكوبولو، لكن جرى تعميده تحت اسم جياوجي ("جورج") في عام 1831. في 1875، أعلن تاوفاهاو بمساعدة من المبشير شيرلي فالديمار بيكر تونغا ملكية دستورية واعتمدت رسمياً الطراز الملكي الغربي وحررت العبيد وتم وضع قانون مكتوب وتنظيم حيازة الأراضي وحرية الصحافة ومحدودية سلطة رؤساء القبائل.

## حاملوا اللقب
[modifier]